# Annica Löf
Annica Löf, född 21 december 1978 i Skövde, är en svensk drakbåtspaddlare och kanotist. Hon bor i Hjo och tävlar för Tibro Kanotklubb.  

## Meriter
ICF-VM
- Poznan 2014
  - Silver 10manna dam 500m
  - Silver 10manna dam 2000m
  - Brons 20manna mix 500m

ECA-EM
- Auronzo di Cadore 2015
  - Guld 20manna mix 200m
  - Silver 10manna dam 500m
  - Brons 10manna mix 200m
  - Brons 20manna mix 500m
  - Brons 20manna mix 2000m
  - Brons 10manna dam 200m
  - Brons 10manna dam 2000m

EDBF-EM
- Rom 2016
  - Guld 10manna dam 500m
  - Silver 10manna dam 200m
  - Silver 10manna dam 1500m

EDBF-EM Senior, klubblag
- Hamburg 2013
  - Silver 10manna dam 500m
  - Brons 10manna dam 200m

SM
- Karlskrona
  - Silver K2 D22 maraton

- Nyköping 2019
  - Brons 10manna dam 200m
  - Brons 10manna dam 500m
- Hofors 2016
  - Guld C1 D22 200 m
  - Silver 10manna mix 500m
  - Brons 10manna mix 200m
- Nyköping 2015
  - Brons 10manna mix 200m
  - Brons 10manna mix 500m
- Jönköping 2014
  - Brons 10manna mix 500m

## Kanot
Löf har flera mästerskapsmedaljer från SM i både sprint och maraton. Vidare vann hon mixedklassen i C-2 i Kungsbacka river race 22 kilometer 2006, 2007, 2009, 2010 och 2011. I herrklassen i C-2 har hon ett silver 2010 och ett brons 2012 i Dalslands kanotmaraton 55 kilometer. 2014 tog hon guld i Klarälven Challenge 84 kilometer i mixedklassen i C-2. Löf har sedan 2016 sadlat om och börjat att träna och tävla inom kanotgrenen C1, knästående tävlingskanadensare. Löf är den första kvinnliga kanotisten att bli svensk mästare i C1 D22 200 m då grenen endast funnits för herrar tidigare.  